# ジョルジュ・カンギレム
ジョルジュ・カンギレム（Georges Canguilhem フランス語: [kɑ̃ɡijɛm, kɑ̃ɡilɛm], 1904年6月4日 - 1995年9月11日）は、フランスの哲学者・科学哲学者。

## 人物・経歴
1904年、フランス南部の町、カステルノーダリの上流農家に生まれる。パリのリセでアランに教えをうける。リセ卒業後、高等師範学校に入学。同級生にサルトル、ポール・ニザン、レーモン・アロンらがいる。
1929年からリセの教員となる。トゥールーズで教えている時に医学の勉強を始める。1955年、哲学博士論文を提出。バシュラールの後任としてソルボンヌ大学の教授、国立科学研究センター所長となる。フランスの科学哲学学界を長らくリードした。

## 研究・業績
元来の医学への関心が、医学の基礎を問う方向へと向かい、歴史的、哲学的なアプローチを土台に据え、バシュラールの認識論的な科学史の道に進んだ。
たとえば、バシュラール流の認識論の立場から生物学を根本的に問い直し、生命を物理的、化学的現象に還元する機械論を徹底的に批判しつつ、正常と異常（病理）の概念を｢生命に内在する規範｣をもとに定義し直した。
こうした系譜学的視点は、ミシェル・フーコーやポール・ラビノーに発展的に引き継がれている。

## 著書
- 1943, Essai sur quelques problèmes concernant le normal et le pathologique.
- 1952, La connaissance de la vie.

杉山吉弘訳『生命の認識』（法政大学出版局, 2002年）
- 1955, La formation du concept de réflexe aux XVII et XVIII siècles.

金森修訳『反射概念の形成―デカルト的生理学の淵源』（法政大学出版局, 1988年）
- 1962, Du développement à l’évolution au XIX siècle.
- 1966, Le normal et le pathologique, augmenté de Nouvelles réflexions concernant le normal et le pathologique (1943年の改題新版).

滝沢武久訳『正常と病理』（法政大学出版局, 1987年）
- 1968, Etudes d’histoire et de philosophie des sciences.

金森修訳『科学史・科学哲学研究』（法政大学出版局, 1991年）
- 1974, Vie et Régulation, articles contributed to Encyclopaedia Universalis.
- 1977, Idéologie et rationalité dans l’histoire des sciences de la vie.

杉山吉弘訳『生命科学の歴史―イデオロギーと合理性』（法政大学出版局, 2006年）
- 1988, La santé, concept vulgaire et question philosophique.

## 文献情報
- 金森修『フランス科学認識論の系譜』勁草書房､ 1994
- 本多英太郎「科学史と哲学 : ジョルジュ・カンギレムの科学哲学I」『紀要. 言語・文学編』第36巻、愛知県立大学、2004年3月30日、107-131頁、NAID 110004029459。
- 「病気の作り方」山口裕之（徳島大学総合科学部2009年度共通科目「科学と人間」7月10日レジュメ）
- ドミニック・ルクール『カンギレム－生を問う哲学者の全貌』沢崎壮宏・竹中利彦・三宅岳史訳、白水社〈文庫クセジュ〉、2011